# That's Me
That's Me foi um single do grupo pop sueco ABBA lançado em alguns países. A faixa foi gravada em 1976 e lançada em 1977.

## A Música
That's Me possui um ritmo animado, disco. É a preferida de Agnetha Faltskög.
Foi lançada como single no Japão, com "Money, Money, Money" no lado 'B'.
Ficou no TOP 100 desse país. Mundialmente, foi lançada como lado 'B' de "Dancing Queen", o maior hit do grupo, e lançada também em 'Arrival', de 1976 (álbum que vendeu mais de 10 milhões de cópias).